# 似艾氏珍燈魚
似艾氏珍灯鱼（学名：Lampanyctus intricarius）为輻鰭魚綱燈籠魚目灯笼鱼科珍灯鱼属的其中一種。该物种分布于東南太平洋的智利海域，為深海魚類，栖息深度为64米及更深。

## 扩展阅读
維基物種上的相關：似艾氏珍灯鱼